# Alfredo Meabe
Alfredo Meabe fue un empresario, funcionario y legislador argentino, uno de los más destacados coleccionistas del siglo XIX.

## Biografía
Alfredo Meabe nació en la Ciudad de Buenos Aires alrededor del año 1849. Se dedicó al comercio y en 1885 fue nombrado comisario de la sección primera de la policía de la ciudad, pero renunció a los pocos meses.
Más tarde fue elegido senador a la Legislatura de la Provincia de Buenos Aires, siendo reelegido al término de su mandato.
Fue vocal del directorio del Banco de la Provincia de Buenos Aires y del Consejo Nacional de Educación.
Fue también uno de los fundadores de la Junta de Historia y Numismática Americana, antecesora de la actual Academia Nacional de la Historia.
Adhirió a la revolución de 1880 encontrándose entre los voluntarios del batallón al mando del coronel Sanabria con cuartel en la Parroquia de la Piedad.
En 1887 recibió autorización para construir un ferrocarril que uniría Buenos Aires con Confluencia (Neuquén) pero posteriores objeciones de algunos legisladores en torno a su superposición con la futura línea proyectada por el Ferrocarril Sud hizo que la concesión otorgada quedara sin efecto.
El 19 de julio de 1889 elevó como representante legal de la compañía establecida a esos efectos, una exposición al Ministro de Obras Públicas de la Provincia de Buenos Aires promoviendo el proyecto de fundación del puerto y pueblo de Quequén, que fue aprobado el 7 de octubre de 1889.
Tras la inauguración de la avenida de Mayo el 9 de julio de 1894, ya a comienzos del nuevo siglo Meabe solicitó y obtuvo el 20 de octubre de 1900 la concesión para establecer líneas de ómnibus sobre su pavimento, pero nunca inauguró el servicio.
Francisco Pascasio Moreno recordaría que Meabe era «dueño del más importante Museo particular que conocía y que me quitaba el sueño, no sólo por los objetos que contenía, sino también por el gran armario de cristales que los guardaba». Parte de su colección la donó al Museo de La Plata.
Falleció en Buenos Aires el 28 de diciembre de 1916. Estaba casado con Aniceta Freyer.